# Txirrita

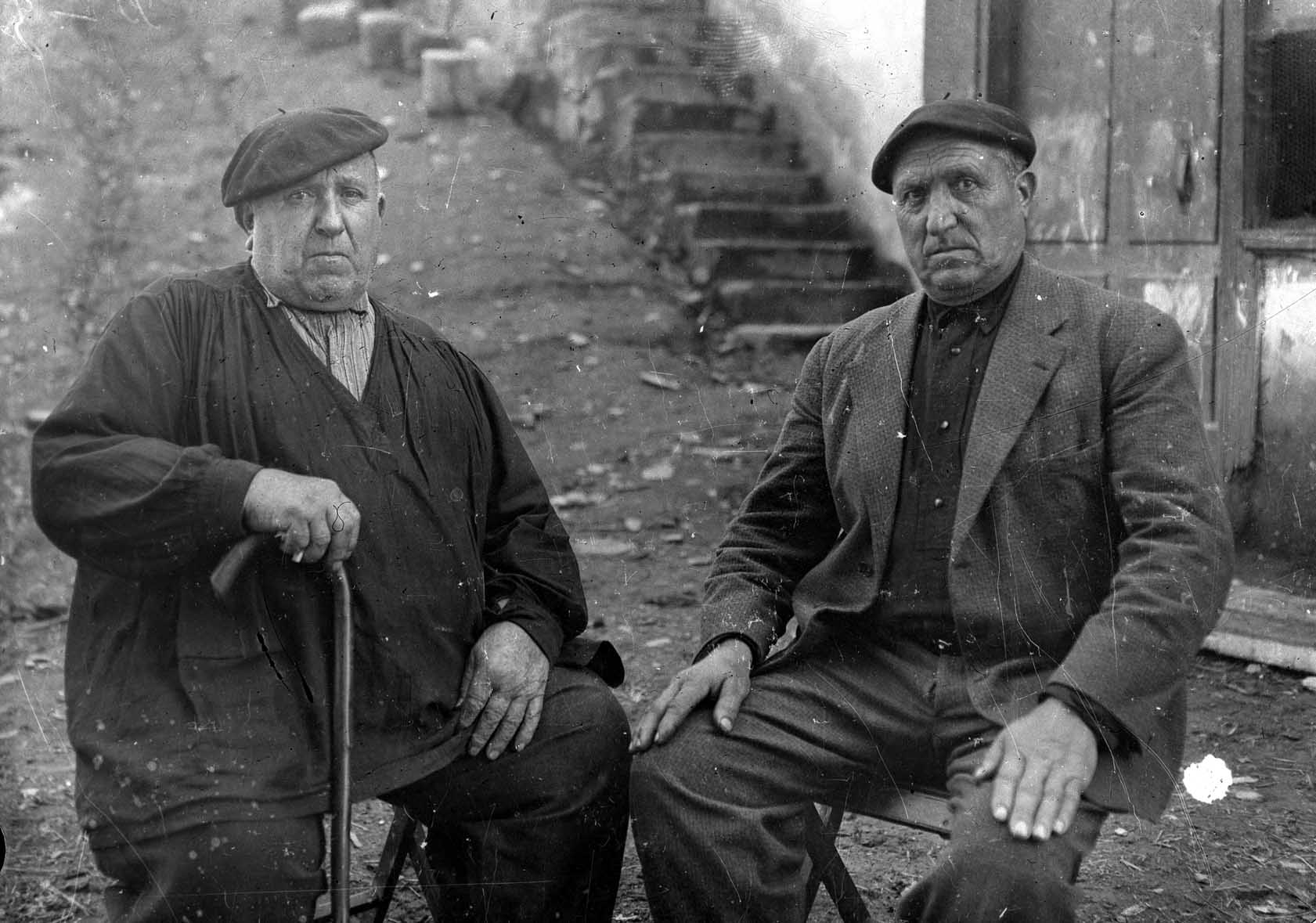
Los bertsolaris Txirrita (izquierda) y Saiburu (derecha). Fotografía: Indalecio Ojanguren

José Manuel Lujambio Retegui o José Manuel Luxambio Retegui, más conocido por el apodo de Txirrita (Hernani, Guipúzcoa, 1860; Alza, Guipúzcoa, 1936) fue un versolari español, popular en el País Vasco en la primera mitad del siglo XX.

## Biografía
Nació en 1860 en el barrio de Ereñozu de Hernani, aunque de niño se trasladó a Rentería donde vivió en el caserío Txirrita, por cuyo nombre fue popularmente conocido. Con posterioridad vivió en el pueblo de Alza. A pesar de ser el primogénito y por ello el heredero del caserío, dejó de lado la agricultura y fue bombero durante 3 años. Luego se dedicó a apoyar mucho a la cultura vasca siendo uno de los versolaris más conocidos de todos los tiempos.
Txirrita pasaría como el prototipo del versolari de la vieja escuela. Nacido en el medio rural, con poca o nula formación académica (no acudió a la escuela, pero al menos sabía leer las letras de imprenta), asiduo de las sidrerías y fiestas patronales, con fama de juerguista, solterón, gran comedor y bebedor. Era famoso también por su enorme tamaño.
Txirrita fue un versolari de gran ingenio, famoso por su gracia y jocosidad. Sin embargo, también destacó por sus versos de índole social y política, que describen a la perfección el sentir y pensar de las clases populares vascas de la época, así como por sus alegatos antimilitaristas. Muchas de sus composiciones se han rescatado de la memoria popular, aunque la mayoría se han conservado gracias a los bertso-paperak. Según cuenta el folclorista y biografo del versolari Antonio Zavala, muchas personas viajaban hasta el caserío de Txirrita para encargarle bertsos de escarnio contra algún pretendiente infiel, o contra alguien que les hubiera engañado en los negocios. Txirrita, no sabiendo escribir, dictaba los bertsos a su sobrino y los llevaba a una imprenta para después venderlos entre la gente. Estos bertso-paperak (bertsos en papel), que eran vendidos por miles en las ferias de los pueblos, significaron durante mucho tiempo casi la única literatura conocida por el pueblo llano en el País Vasco. 

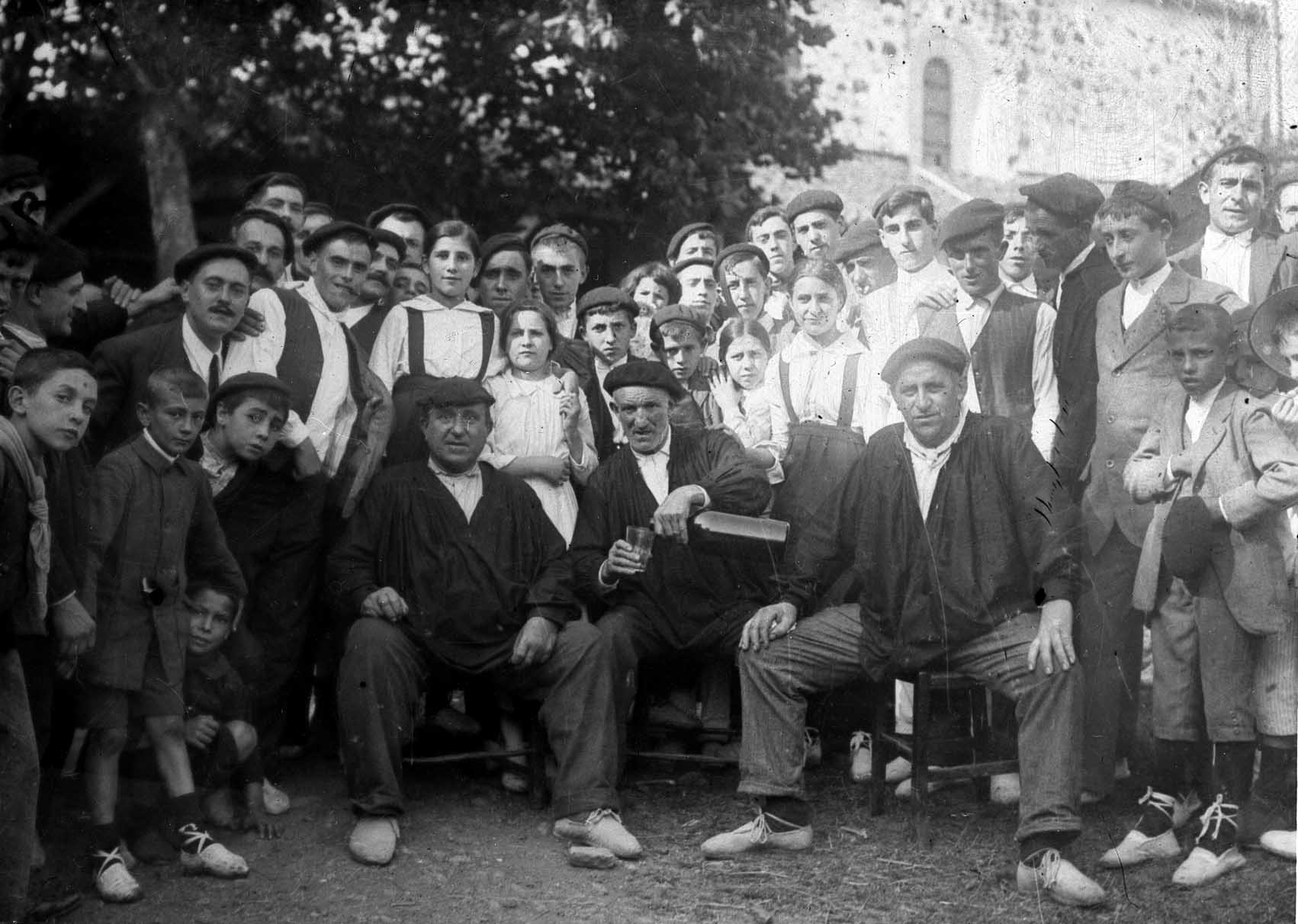
Foto de 1915 en Arrate donde aparecen además de Txirrita, Olegario eta Juan Bautista Urkia Gaztelu

En 1935 participó en el Primer Campeonato de Bertsolaris de Euskal Herria donde quedó subcampeón. Al año siguiente, en 1936 ganó el II Campeonato, que se convirtió en un homenaje al ya veterano versolari. 
Pocos meses después, en mayo de 1936, sufrió un ataque en las fiestas de Goizueta (Navarra). Falleció unos días más tarde, un 3 de junio de 1936 en el caserío Gazteluene de Alza (actualmente, un barrio de San Sebastián) donde residía.
Desde 1941 y hasta 1944 se hicieron 3 campeonatos de pelota vasca a modo de memorial, que llevaron su nombre. 
Tiene calles dedicadas a su memoria en su Hernani natal, en el barrio donostiarra de Alza donde residió buena parte de su vida y en Bilbao. En Hernani lleva también su nombre una escuela primaria. En Rentería existe una calle y un polígono industrial llamados Txirrita-Maleo, cuyo nombre proviene de estar situados entre los caseríos Txirrita y Maleo, siendo Txirrita la casa donde vivió el bertsolari y que le dio su apodo. Existe una calle Bertsolari Txirrita en San Miguel de Basauri.

## Algunos versos de Txirrita
Ezagutzen al dezu

Pedro Latze-kua?

Ez gizon altua,

motza ta sendua;

aren semea nazu

onlako trapua

aitak etxian nai ez ta

bialitakua.

Iru errial baiño geiago

sartutzen dira pezetan

ori aspaldi sartua dago

bai nere kazetan

parranda einda buruko miñak

gero urrengo goizetan

gaur da pazkua, irugarrena

ez naiz izandu mezetan.

## Murió Cánovas
Según cuenta una historia, un tanto inverosímil, Txirrita cantó estos versos ante la viuda de Antonio Cánovas del Castillo cuando, casualmente, se la encontró en una terraza de San Sebastián. 
| Bertso | Traducción |
| --- | --- |
| Hil da Cánovas, fuera Cánovas pikaro gaizki heziya, galdu zituen gari zelaiak, gailendu zaio sasiya; galdu zituen ipar garbiak, gailendu trumoi nasiya, galdu zituen fueruak eta Jaungoikuaren graziya, galdu zituen bizi-lekuak, galdu du bere biziya. Hiru reloju, hiruna kate, hiru mailakin bakoitza, buruan hiru korona eta petxuan hiru horratza; Amoriyua hiru dobletan tximista bezin zorrotza, hiru tirokin utzi zizuten zure senarra hilotza, hiru ezpatak zulatzen dute señora, zure bihotza. | Murió Cánovas, fuera Cánovas pícaro mal educado, echó a perder los trigales, le invadieron los rastrojos; perdió el limpio viento norteño y le invadió el inestable trueno, echó a perder los fueros y la gracia de Dios, echó a perder un lugar donde vivir, perdió la vida. Tres relojes para tres cadenas, con tres estantes cada una, en la cabeza tres coronas, y tres agujas en el corazón; el amor en tres dobletes tan certero como un rayo, con tres tiros le dejaron su marido cadáver, tres espadas agujerean señora, su corazón. |